# Ряшенцева, Зинаида Васильевна
Зинаида Васильевна Ряшенцева, в девичестве — Лимонова (1926 год, Тамбов — июль 1993 года, Тамбов) — рабочая Урекского совхоза Министерства сельcкого хозяйства СССР, Махарадзевский район, Грузинская ССР. Герой Социалистического Труда (1949).

## Биография
Родилась в 1926 году в Тамбове. После окончания средней школы в 1942 году трудилась конторщиком, оператором на железнодорожной станции Тамбов. В послевоенные годы переехала в Махарадзевский район (сегодня — Озургетский муниципалитет) Грузинской ССР, где трудилась рабочей в Урекском совхозе Махарадзевского района с центром в селе Уреки. Окончила заочное отделение Чакинского сельскохозяйственного техникума.
В 1948 году собрала высокий урожай мандаринов. Указом Президиума Верховного Совета СССР от 5 июля 1949 года удостоена звания Героя Социалистического Труда за «получение высоких урожаев сортового зелёного чайного листа и цитрусовых плодов в 1948 году» с вручением ордена Ленина и золотой медали «Серп и Молот».
Этим же Указом званием Героя Социалистического Труда были награждены директор совхоза Алфесий Семёнович Трапаидзе, главный агроном Вениамин Ивлианович Тодрия, заведующий отделением Илья Васильевич Маглакелидзе, бригадир Фёдор Григорьевич Анчербак, рабочие Ольга Егоровна Беломестнова, Кирилл Семёнович Мазурик, Ольга Кирилловна Мазурик, Мария Яковлевна Колыбельникова, Ольга Фёдоровна Пашкова, Меланья Артёмовна Радченко и Хайрула Силеевич Хайбрахимов. 
В последующем возвратилась в Тамбов. С 1950 года — серебрильщица завода «Ревтруд» в Тамбове.
Избиралась депутатом Тамбовского городского и районного советов народных депутатов и делегатом XXII съезда КПСС и XVI съезда профсоюзов. Занималась общественной деятельностью. Была председателем областного отделения Российского фонда мира.
Умерла в июле 1993 года в Тамбове.